# Liane de Pougy
Liane de Pougy, pseudonimo di Anne-Marie Chassaigne, detta poi Madame Henri Pourpre e dopo il suo secondo matrimonio, principessa Georges Ghika (La Flèche, 2 luglio 1869 – Losanna, 26 dicembre 1950), è stata una ballerina, scrittrice e cortigiana francese della Belle Époque.

## Biografia

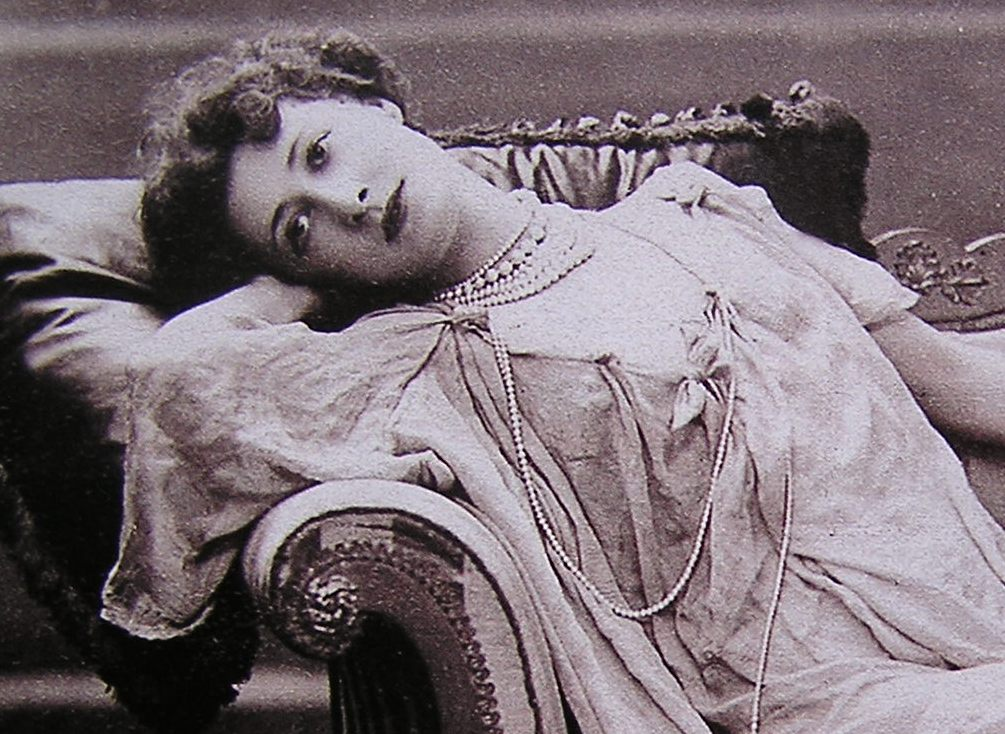
Liane de Pougy, 1900 circa

Il padre era ufficiale e la madre faceva parte dell'alta nobiltà terriera, e quindi ricevette un'educazione religiosa nel convento dei Gesuiti di Auray e fu data in sposa, a sedici anni, a un uomo brutale, il tenente di vascello Henri Pourpre, le cui percosse le lasceranno delle cicatrici che conserverà per tutta la vita. Secondo alcune fonti, egli arrivò addirittura a spararle con la sua pistola, avendola trovata a letto con un altro. Lei gli diede un figlio, il pilota Marc Pourpre, che morirà durante la prima guerra mondiale nel 1914. Dopo due anni di matrimonio, la diciottenne Liane sfuggì ai maltrattamenti e raggiunse Parigi; divorziò, sollevando scandalo nella sua famiglia.
Incontrò successivamente l'autore drammatico Henri Meilhac, che rimase folgorato dal suo charme e la lanciò nel mondo del teatro, facendola ingaggiare alle Folies Bergère. Prese lezioni di danza sotto l'egida di Mariquita e, con lo pseudonimo di Liane de Pougy, intraprese una carriera di ballerina di cabaret lanciandosi anche alla cortigianeria, sotto la protezione di Valtesse de la Bigne. Affascinò innumerevoli celebrità, da Maurice de Rotschild a Lord Carnarvon, da Jean Lorrain al conte polacco Roman Potocki. Il celebre Edmond de Goncourt arrivò a definirla "la donna più bella del secolo".
Apertamente bisessuale, ebbe amanti di entrambi i sessi che la coprirono di gioielli e le fornirono tutto il necessario per una cortigiana dell'epoca. La rivalità con "La Bella Otero" contribuì alla celebrità di entrambe. Nel 1899, Liane de Pougy incontrò la scrittrice statunitense Natalie Clifford Barney. La loro relazione sconvolgerà le cronache, ma Natalie Barney non era fatta per un rapporto duraturo e non tardò a tradire l'amante. Liane raccontò questa esperienza nel libro Idylle saphique (1901), presentato come un romanzo, che ebbe un grande successo di pubblico.
Nel 1908, al culmine della carriera, conobbe il principe Georges Ghika, nobile d'origine rumena caduto in disgrazia, che la sposò due anni più tardi. Il matrimonio fu felice per sedici anni, fino a quando Georges non la lasciò per una donna molto più giovane (Manon Thiebaut, inizialmente amante di Liane). Per consolarsi, la principessa ebbe molte amanti, esclusivamente donne, fedele alla promessa che aveva fatto al marito di non intrattenere più relazioni con persone di sesso maschile. Il principe finì col tornare da lei pochi mesi dopo, ma la relazione diventò tormentata e caotica.
Una vocazione religiosa premeva sempre di più dentro di lei, memore dell'infanzia passata presso un convento di St-Anne d'Auray, e divenne ancor più forte dopo la visita di un orfanotrofio per disabili di Grenoble, dove incontrò una suora che le cambiò la vita. Decise di rimanere vicino al marito nell'ottica di un sacrificio cristiano. Dopo la morte del consorte, avvenuta nel 1945, la principessa entrò come novizia nel Terzo Ordine di San Domenico e lavorò nel suddetto orfanotrofio, l'Asilo Saint-Agnès, pentendosi totalmente della sua "vita dissoluta" del passato. Finì i suoi giorni in preghiera, a Losanna.
Sulla sua morte André de Fouquières scrisse queste righe: 
Liane de Pougy è raffigurata nel Casinò di Monte Carlo, in un quadro della Sala Bianca.

## Residenze
- Palazzo privato, 11bis rue de la Néva (VIII arrondissement di Parigi).
- Le Clos Marie, a Roscoff, residenza per le vacanze acquistata nel 1903 e rivenduta nel 1926, dove riceveva i suoi amici, come Max Jacob, Salomon Reinach o Reynaldo Hahn. Qui passava lunghi periodi, in solitudine o con le amanti di turno.
- Hôtel Carlton, a Losanna, Svizzera.

## Opere
- (FR) L'Insaisissable.
- (FR) La mauvaise part.
- (FR) Myrrhille.
- (FR) Idylle saphique.}
  - (FR) Idylle saphique, Parigi, Éditions des Femmes, 1987, ISBN 2846330565.
- (FR) Mes cahiers bleus.}
  - (FR) Mes cahiers bleus, Parigi, Plon, 1977, ISBN 2259002676.